# بنيامين ستوكهام
بنيامين ستوكهام (بالإنجليزية: Benjamin Stockham) ممثل أمريكي ولد في 8 يوليو 2000 في لا ميسا بولاية كاليفورنيا بدأ مشواره الفني عام 2008 .

## روابط خارجية
- بنيامين ستوكهام على موقع IMDb (الإنجليزية)
- بنيامين ستوكهام على موقع ألو سيني (الفرنسية)
- بنيامين ستوكهام على موقع قاعدة بيانات الفيلم (الإنجليزية)
- بنيامين ستوكهام على موقع كينوبويسك (الروسية)